# Ghanzi (sous-district du Botswana)
Ghanzi est un sous-district du Botswana.

## Villages
- Bere
- Charles Hill
- Chobokwane
- Dekar
- East Hanahai
- Ghanzi
- Groote Laagte
- Kacgae
- Karakobis
- Kule
- Makunda
- Ncojane
- New Xade
- New Xanagas
- Qabo
- Tsootsha
- West Hanahai